# Arborio
Arborio – miejscowość i gmina we Włoszech, w regionie Piemont, w prowincji Vercelli.
Według danych na rok 2004 gminę zamieszkiwały 1033 osoby, 44,9 os./km².